# 尤多拉·韦尔蒂
尤多拉·爱丽丝·韦尔蒂（英语：Eudora Alice Welty，1909年4月13日—2001年7月23日），美国短篇故事作家、小说家和摄影家，专门描写美国南部的生活。1973年，她的小说《乐观者的女儿》赢得了普利策奖。韦尔蒂的一生获得过无数荣誉，其中包括总统自由勋章和南方勋章。她是第一个在世时作品就被美国图书馆出版的作家。她在密西西比州杰克逊城的故居被指定为美国国家历史性地标，成为一个向公众开放的博物馆。

## 人物生平
尤多拉·韦尔蒂于 1909 年 4 月 13 日出生于密西西比州杰克逊城，是克里斯蒂安·韦伯·韦尔蒂（Christian Webb Welty，1879-1931 年）和玛丽·切斯蒂娜（安德鲁斯）韦尔蒂（Mary Chestina (Andrews) Welty，1883-1966 年）的女儿。她与两个弟弟，爱德华·杰斐逊和沃尔特·安德鲁斯一起长大。 她的母亲是一名学校教师，而她们一家是卫理公会的教徒。 她童年的故居被保留下来，并被列入美国国家历史名胜名录，然后在屋顶上装上了天窗和天台。 
在母亲的鼓励下，韦尔蒂很快就养成了阅读的爱好。她的母亲相信，“我们家的任何一间房间，一天中的任何一个时间，都是用来阅读或者听别人阅读的。” 她的父亲是一名保险公司的高官，他对小玩意和机器很感兴趣，这启发了韦尔蒂对机械的热爱。后来，她在自己的小说中使用科技作为一种象征。她也像她的父亲一样成为了一名狂热的摄影师。 
韦尔蒂就读于杰克逊中央高中。 临近高中毕业时，韦尔蒂与家人搬到了派恩赫斯特街119号为他们建造的一所房子里。直到去世，她也一直住在这里。怀亚特·C·赫德里克(Wyatt C. Hedrick)为韦尔蒂一家设计了都铎复兴石风格的宅邸。这座住宅现在被称为 尤多拉·韦尔蒂之家。 

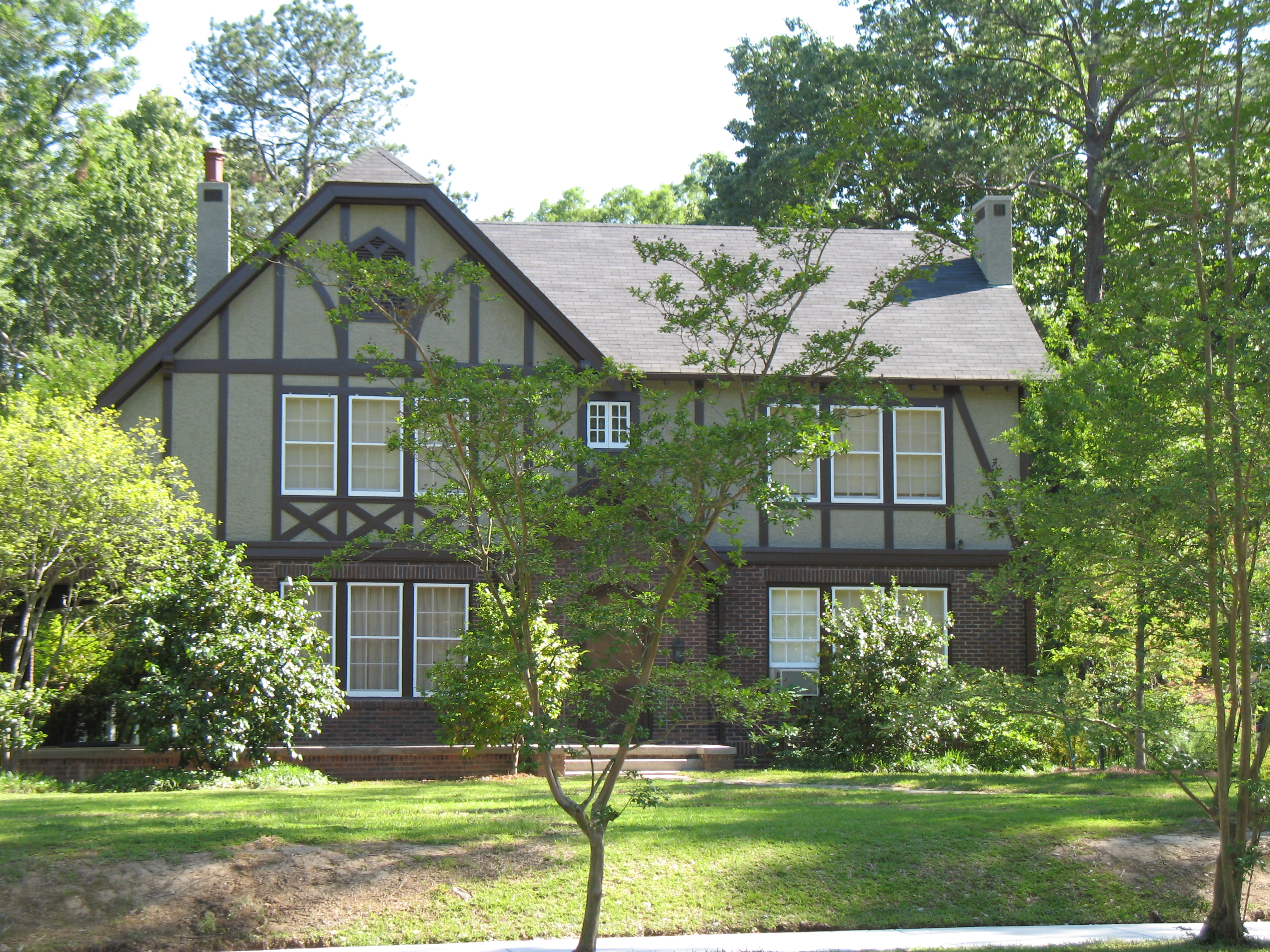
尤多拉·韦尔蒂之家

从1925年到1927年，韦尔蒂就读于密西西比女子大学，而后在威斯康星大学学习英国文学。在父亲的建议下，她进入哥伦比亚大学学习广告学。当她毕业时，美国正值经济大萧条时期，所以她在纽约很难找到工作。
1931年，韦尔蒂回到杰克逊后不久，她的父亲便因白血病去世。她在当地一家广播电台找到了一份工作，并作为一名记者为孟菲斯的《商业呼吁》撰写有关杰克逊社会的文章。   1933 年，她开始为公共事业振兴署工作。作为一名宣传员，她收集故事、进行采访，拍摄密西西比州的日常生活。由此，她对美国南方的生活和人际关系有了更广泛的了解，并以此为基础创作了她的短篇小说。 在这段时期，她还在家里与其他作家和朋友举办聚会。韦尔蒂把这个团体称为昙花俱乐部。三年后，她辞去了工作，成为一名全职作家。 
1936年，她在文学杂志《手稿》上发表了《流动推销员之死》，不久之后又在《塞沃尼评论》和《纽约客》等其他一些著名刊物上发表了自己的小说。 当她出版了她的第一本短篇小说集《绿帘》时，巩固了自己作为一个有影响力的南方作家的地位。她的新成就为她赢得了《纽约时报书评》的一个工作席位。她还获得了古根海姆学者奖，使她能够前往法国、英国、爱尔兰和德国旅行。 在国外期间，她曾在牛津大学和剑桥大学担任过一段时间的驻校讲师，并成为第一位获准进入剑桥彼得豪斯学院大厅的女性。  1960年，她回到杰克逊的家中照顾年迈的母亲和两个弟弟。 
在美国有色人种协进会的密西西比州地方联络员美德加·艾维斯遇刺身亡后，她在《纽约客》上发表了一篇题为《声音从何处而来？》的小说，她以刺客的第一人称视角撰写了这篇故事。
1971 年，她出版了一本描绘大萧条时期的摄影集，名为《一时一地》 。两年后，她凭借小说《乐观者的女儿》获得普利策小说奖。  她曾在哈佛大学演讲，并最终将自己的演讲改编成一本三部曲回忆录，名为《一个作家的起点》 。  直到 2001 年 7 月 23 日寿终正寝，她一直住在杰克逊的家中。她被埋葬在杰克逊的格林伍德公墓。在她的墓碑上刻着《乐观者的女儿》中的一句话：“她必须相信，她的生活，甚至任何生活，都不过是爱的延续。” 
整个 20 世纪 70 年代，韦尔蒂一直与小说家罗斯·麦克唐纳 (Ross Macdonald) 保持着长时间的书信往来，后者是刘亚契侦探系列小说的作者。  

## 摄影生涯
在韦尔蒂担任公共事业振兴署的宣传员期间，她利用业余时间为各个经济和社会阶层的人拍摄照片。从 20 世纪 30 年代初开始，她的照片展现了密西西比州农村的贫困人口和经济大萧条所带来的影响。 她的摄影作品出版为《一时一地》（One Time, One Place, 1971）和《照片》（ Photographs ，1989）。她的几部短篇小说都是以她的摄影作品为基础所创作的，其中包括《我为什么住在邮局》。这篇小说的灵感来自于她拍摄的一位在小邮局后面熨烫衣服的妇女。即使专注于写作，韦尔蒂直到 20 世纪 50 年代仍在继续她的摄影事业。 

## 写作生涯和主要作品

1980年，总统吉米 · 卡特向韦尔蒂颁发了总统自由勋章

韦尔蒂的第一篇短篇小说《流动推销员之死》发表于1936年。她的作品吸引了作家凯瑟琳·安·波特的注意。凯瑟琳·安·波特成为了韦尔蒂的良师益友，并于1941年为韦尔蒂的第一本短篇小说集《绿帘》撰写了序言。这本书奠定了韦尔蒂作为美国文学领军人物之一的地位。书中收录了《我为什么住在邮局》《石化人》以及经常被载入选集的《一条破旧的路》。韦尔蒂的作品在《大西洋月刊》等出版物上发表，这使得韦尔蒂所在的杰克逊青年联盟非常激动，他们要求出版商再版她的一些作品。最终，韦尔蒂总共出版了四十多篇短篇小说、五部长篇小说、三部非虚构作品和一本儿童读物。
1941 年， 韦尔蒂的短篇小说《我为什么住在邮局》与另外两篇短篇小说一起在《大西洋月刊》上发表。 同年晚些时候，它在韦尔蒂的第一部短篇小说集《绿帘》中再次发表。《我为什么住在邮局》讲述了一位姐姐如何与家人疏远并最终住进了她工作的邮局的故事。这个故事以幽默的方式描写了一段家庭关系，被评论家视为一篇优秀的南方文学作品。和她的大多数短篇小说一样，韦尔蒂巧妙地运用了南方的习惯用语，并且重视地理位置和风俗习惯。  《一条破旧的路》也曾发表在《大西洋月刊》上，并收录在《绿帘》中。这篇小说被视为韦尔蒂最优秀的短篇小说之一，于 1941 年荣获欧·亨利奖的第二名。
韦尔蒂的处女作《强盗新郎》（1942年）不同于她以往偏重心理描写的作品，而是呈现静态的、童话式的人物。一些评论家认为，她担心“侵占了在她以北的密西西比州牛津市的男性文学巨匠威廉·福克纳的地盘”，  因此采用了童话风格而非历史风格来书写这部作品。大多数评论家和读者将其视为一部现代的南方童话，并指出该书采用的主题和人物让人联想起格林兄弟的作品。 
1963 年，美德加·艾维斯遇害后，韦尔蒂立刻写下了《声音从何处而来？》 。正如她后来说，她想知道“无论凶手是谁，我都知道他：不是他的身份，而是他在这个时间和地点的出现。也就是说，我现在应该已经从这里了解到这样的一个，这样一个意图杀人的人，他的心里在想什么。我用第一人称写了他的故事——我用我的小说讲述我对那个人物的观点”。 拜伦·戴·拉·百克维斯被捕后不久，韦尔蒂的故事就发表在《纽约客》上。
韦尔蒂的《乐观者的女儿》（1972年）荣获普利策小说奖。一些人认为它是韦尔蒂最好的小说。这部小说的写作时间比她的大部分作品要晚得多。诗人霍华德·莫斯在《纽约时报》上点评道，这本书是“一本浓缩的奇迹，是那种篇幅虽小但寓意深刻的书，值得用一生去品读”。这本书主要讲述了法官的女儿和第二任妻子在法官接受眼部手术时，在医院狭小的病房内开展了一场家庭内部的斗争。
韦尔蒂曾在哈佛大学发表了一系列演讲，经修订后出版为《一个作家的起点》 （哈佛大学出版社，1983 年）。这是哈佛大学出版社出版的第一本成荣登纽约时报畅销书榜的作品（至少上榜 32 周），也是 1984 年美国国家图书奖（非小说类）的亚军。  
1992年，韦尔蒂被授予麦克雷短篇小说奖，以表彰她这一生对美国短篇小说的贡献。1987年，南方作家协会成立，韦尔蒂是创始成员之一。她还在大学和讲习班教授创意写作。她住在杰克逊城的贝翰文大学附近。她家乡的人时常能够看见她。
韦尔蒂影响了密西西比州几位年轻作家的写作生涯，包括理查德·福特、  ，艾伦·吉尔克里斯特、 和伊丽莎白·斯宾塞。 

## 对韦尔蒂小说的文学评论
韦尔蒂是一位高产的作家，她创作了各种类型的故事。在她的作品之中，反复出现的主题是人际关系的矛盾，地方的重要性（这是大多数南方作家作品中反复出现的主题），以及神话对于塑造主题的重要性。
韦尔蒂表示，她对个人与群体之间关系的兴趣源于她作为观察者的天赋能力。 我们在《绿帘》的短篇小说中可以找到最好的例证。 《我为什么住在邮局》以幽默的方式描述了姐姐与家人之间的冲突。这个特别的故事利用人物间缺乏适当的沟通，来凸显人际关系矛盾中存在的潜在主题。另一个例子是《金苹果》中的艾克哈特小姐。她在小镇上被视为局外人。韦尔蒂描写了这位钢琴老师独立的生活方式，这样的生活使艾克哈特小姐能够追随自己的内心，但同时韦尔蒂也强调了，艾克哈特小姐渴望组建一个属于自己的家庭，渴望被摩根纳这个小镇所接纳。 韦尔蒂小说的特点通常是体现角色在保持个体身份和维系群体关系之间的挣扎。
地点对于韦尔蒂来说至关重要。她认为地点使得小说显得真实，因为地点带来了习俗、情感和联系。地点回答了“发生了什么”“谁在这里”和“谁来了”的问题。地点是记忆的提示，因而人的思想使地点具有意义。这就是讲故事人的工作。《一条破旧的路》是一篇短篇小说，它证明了地点如何影响人们对故事的感知。在这个故事中，主人公菲尼克斯在跋涉到最近的城镇时，必须克服南方人文景致里内含的困难。《大网》是韦尔蒂的另一篇短篇小说，它利用地点来决定气氛和情节。故事中的每个人物对河流都有不同的看法。一些人将其视为食物来源，另一些人将其视为致命的东西，还有一些人认为河流代表着“外部世界充满忍耐力”。 
韦尔蒂善于利用神话将特定人物和地点与普遍的真理和主题联系起来。短篇小说《一条破旧的路》、长篇小说《三角洲婚礼》和短篇小说集《金苹果》中都有这样的例子。在《一条破旧的路》中，菲尼克斯这个角色与神话中的凤凰有很多相似之处。据说凤凰是红色和金色的鸟类，以坚忍和高贵著称。菲尼克斯是一位黑人老妇人，在书中，她带着一条夹杂着金色的红头巾。她在艰难寻找能够救治孙子的解药的过程中表现得高贵而且坚忍。在《流动推销员之死》中，丈夫被赋予了普罗米修斯的特征。他给寄宿的家庭带回了火种，这一情节充分体现了男性的本能和身体力量。韦尔蒂还提到了美杜莎的形象。在《石化人》和其他故事中，美杜莎被用来代表强大或粗俗的女性。
地点也可以影射神话。韦尔蒂在她的小说《三角洲婚礼》中就证明了这一点。康涅狄格大学的维罗妮卡·马可夫斯基教授写道，密西西比三角洲的背景 "让人联想到爱神——阿芙罗狄蒂或维纳斯，丘陵和三角洲就好比把维纳斯从海上托起的贝壳和维纳斯的女性生殖器”。  而《金苹果》这个标题指的是那些追求银苹果的人和那些追求金苹果的人之间的区别。这句话出自叶芝的诗《流浪的安格斯之歌》，诗的结尾是“月亮的银苹果，太阳的金苹果”。它也指希腊神话中三大女神争夺金苹果的故事。韦尔蒂用这个符号来说明她笔下的人物对生活可能采取的两种不同的态度。 

### 引用
- Ford, Richard, and Michael Kreyling, eds. Welty: Stories, Collections, & Memoir. New York: Penguin Putnam Inc., 1998. Print.
- Makowsky, Veronica. Eudora Welty. American Writers. Ed. Stephen Wagley. New York: Charles Scribner's Sons, 1998. 343–356. Print.
- Marrs, Suzanne. Eudora Welty: A Biography. Orlando: Harcourt, Inc., 2005. Print. 50–52.

## 延伸阅读
- Gwin, Minrose. Mourning Medgar: Justice, Aesthetics, and the Local. （页面存档备份，存于） March 11, 2008. Southern Spaces.
- Kuehl, Linda. . The Paris Review. Fall 1972,. Fall 1972 (55)  [2024-02-08]. （原始内容存档于2024-04-12）.
- Pollack, Harriet. . Athens: The University of Georgia Press. 2016. ISBN 978-0-8203-4870-4.